# Стоян Славков
Стоя̀н Сла̀вков е български лекоатлет и треньор, заслужил майстор на спорта и заслужил треньор.

## Биография
Роден е на 13 декември 1932 г. в София, тогава Царство България. Израснал е в столичния квартал Коньовица. От малък се увлича от спорта – футбол, волейбол, баскетбол.
Починал е на в София 20 септември 2016 г.

### Състезател
Едва 17-годишен, участва в държавно първенство по лека атлетика за мъже в София.
Първият му рекорд за мъже е в скока на височина – 1,90 м (София, 24 май 1952 г.), като впоследствие прави общо три поправки на рекорда в тази дисциплина – до 1,93 м.
Прави общо 11 корекции в българския рекорд в скока на дължина – от 7,07 м през 1954 г. до 7,51 м през 1959 г., 8 поправки в българския рекорд в десетобоя – от 5614 точки през 1953 г. до 7163 т. в Букурещ през 1959 г. В десетобоя 14 пъти поред (от 1951 г. до 1964 г. включително) е първенец на страната. Той е първият, който надвишава 7000 точки на десетобой в България (7163 т.) и три пъти през 50-е години на 20 век заема място в челната десетка на Европа. Три пъти е балкански шампион на десетобой (1957, 1958 и 1959) и веднъж в скока на дължина.
Класира се на почетното 10-о място в многобоя на европейското първенство в Берн през 1954 г.
Има рекордни резултати и в щафетното бягане 4х100 м.

### Треньор
Стоян Славков постига успехи като треньор, като създава едни от най-успешните лекоатлети в историята на България. Треньор е на олимпийските медалисти Диана Йоргова, Йорданка Благоева и Гинка Загорчева, както и на Петър Богданов, Спас Джуров, Сашка Върбанова, Снежана Юрукова, Даниела Тенева, братята Петър и Георги Ма̀рини и други.
В края на 80-те години на 20 век Стоян Славков е назначен за старши треньор на националния отбор по лека атлетика на България.